# Кэрри, Нэнси Джейн
Нэ́нси Джейн Кэ́рри (Ше́рлок), (англ. Nancy Jane Sherlock Currie; род. 1958) — астронавт НАСА. Совершила четыре космических полёта на шаттлах: STS-57 (1993, «Индевор»), STS-70 (1995, «Дискавери»), STS-88 (1998, «Индевор») и STS-109 (2002, «Колумбия»), полковник Армии США.

## Личные данные и образование

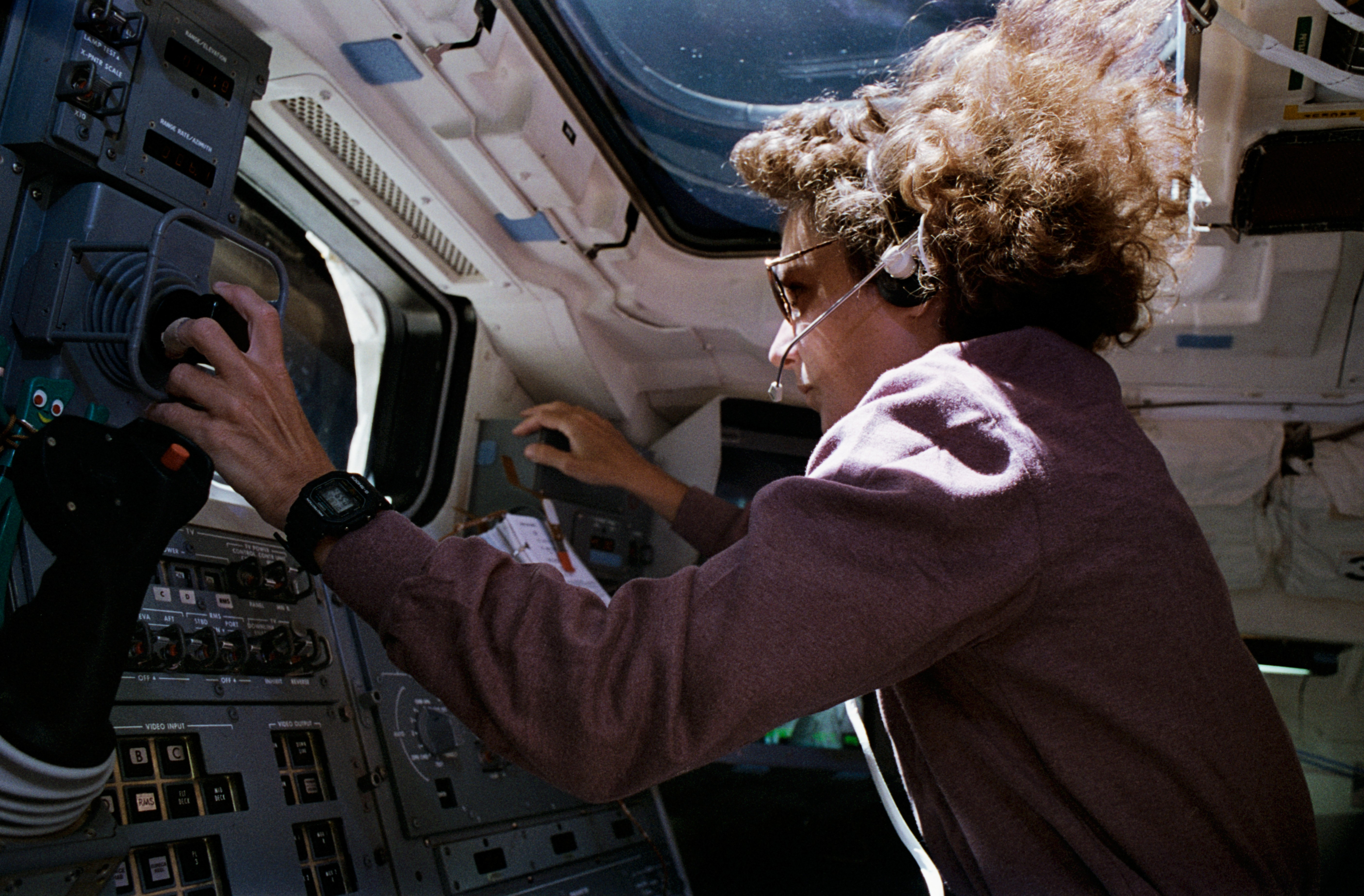
STS-57: Кэрри контролирует работу манипулятора.

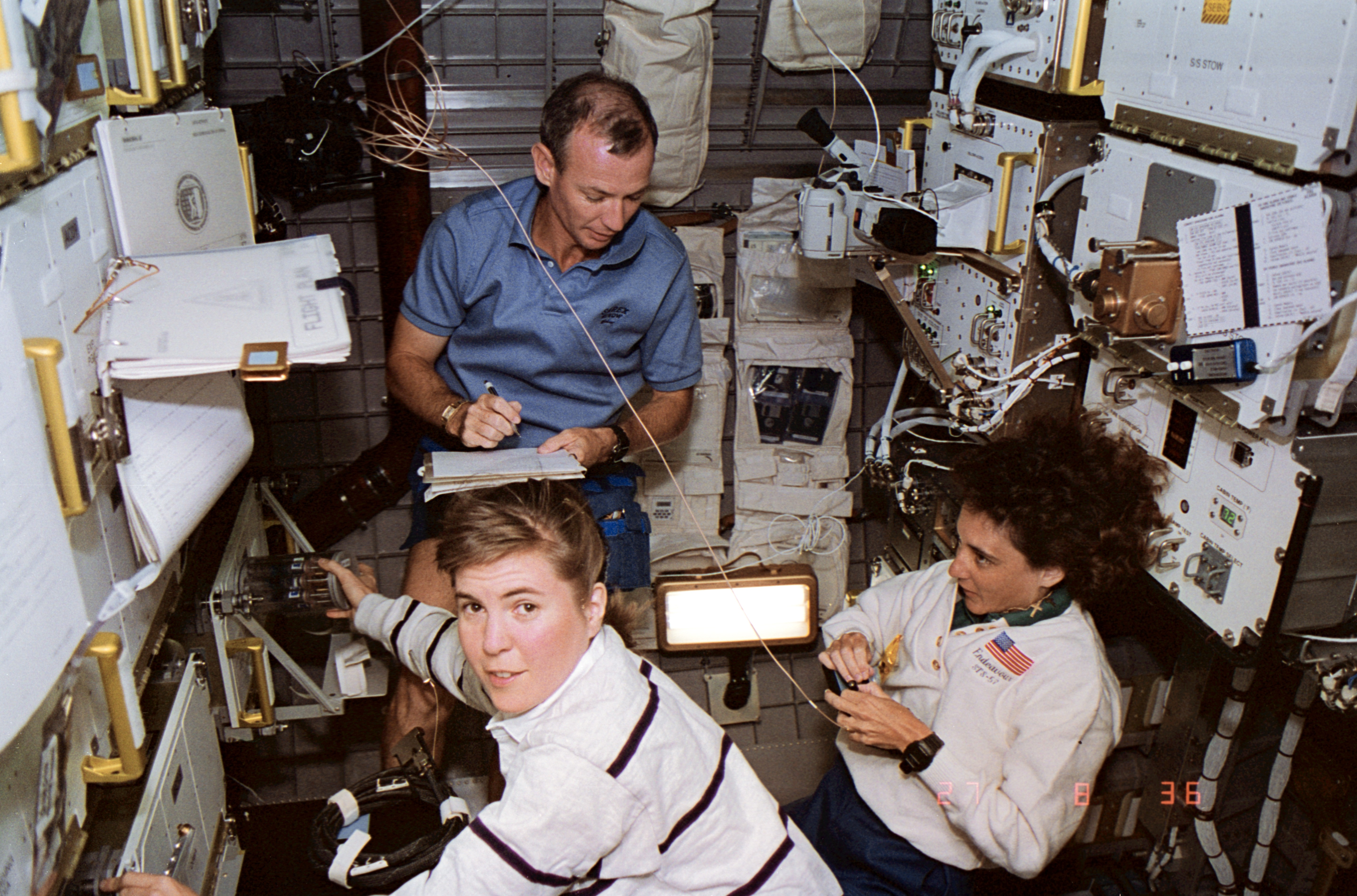
STS-57: в «Спейсхэбе», Кэрри справа.

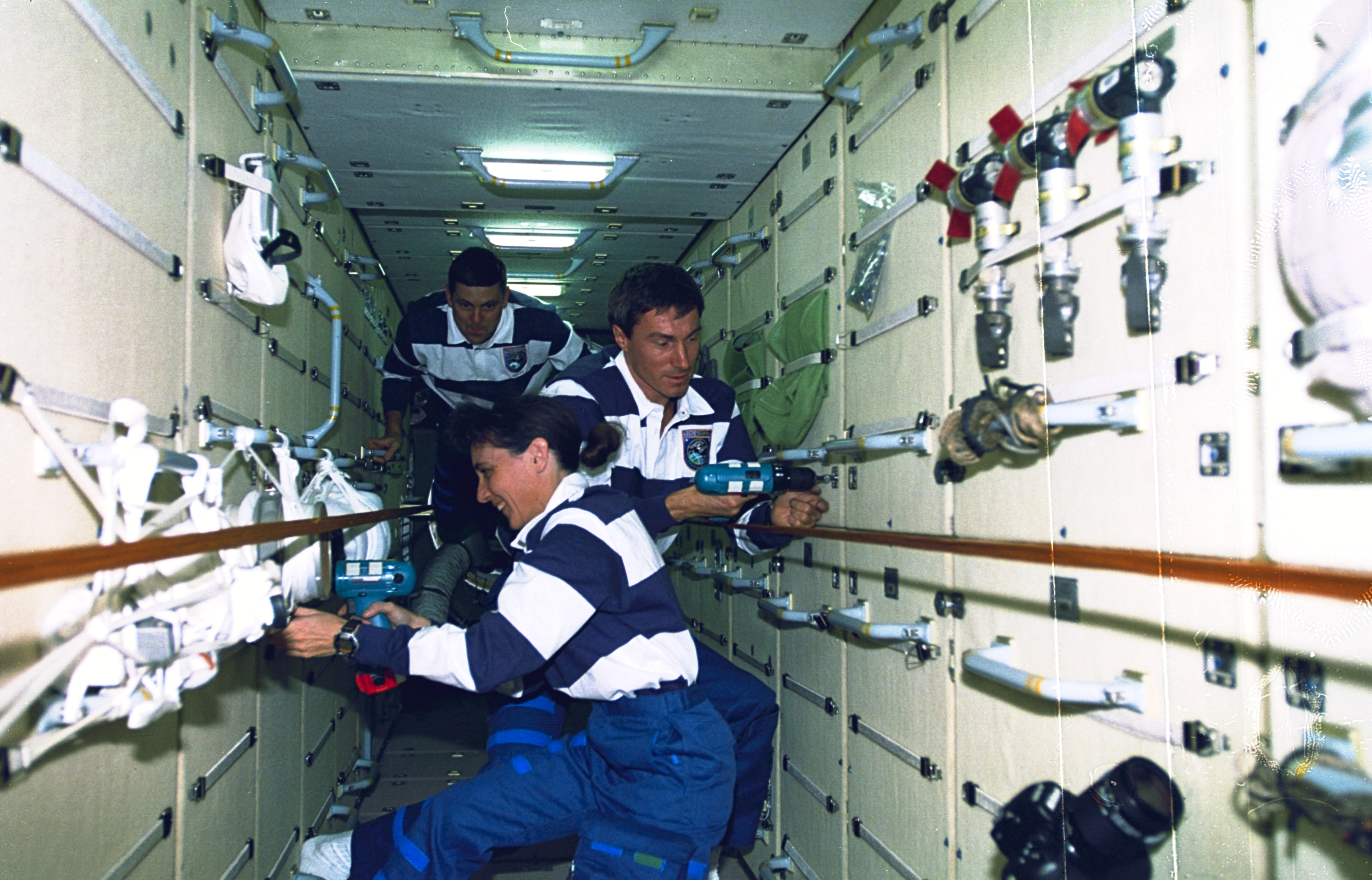
STS-88: на МКС, в модуле «Заря», Кэрри на первом плане.

Нэнси Кэрри родилась 29 декабря 1958 года в городе Уилмингтон, штат Делавэр, но своим родным считает город Троя, в Огайо, где в 1977 году окончила среднюю школу. В 1980 году получила степень бакалавра наук в области биологии, окончив с отличием Университет штата Огайо, в городе Колумбус. В 1985 году получила степень магистра в области «системы безопасности» в Университете Южной Калифорнии. В 1997 году получила степень доктора наук в области машиностроение в Университете Хьюстона.
Замужем за Дэвидом У. Кэрри, он из города Хукстаун, штат Пенсильвания, у них дочь. Нэнси Кэрри любит бег, плавание, триатлон, тяжёлую атлетику, лыжи и подводное плавание. Радиолюбитель с позывным KC5OZX. Её родители, Уоррен и Декер Шерлок, проживают в Трое. Его мать, Долорес Симмонс, проживает в городе Фридом, штат Пенсильвания. Его отец, Ли Кэрри, умер.

## До НАСА
Кэрри прослужила в армии США более 22 лет. До своего назначения в НАСА в 1987 году, она прошла обучение в Лётном училище на пилота винтокрылых аппаратов и впоследствии была направлена лётчиком-инструктором в армию США. Она работала на различных руководящих должностях в том числе была командиром отделения, взвода, и авиационного звена. Она имеет налёт более 3 900 часов на различных типах вертолётов и самолётов.

## Подготовка к космическим полётам
Принимала участие в 12-м наборе астронавтов, в сентябре 1987 года, после чего стала работать в НАСА в качестве инженера на комплексе «бортовой симулятор», который моделирует полётные характеристики шаттла. В январе 1990 года была зачислена в отряд НАСА в составе тринадцатого набора, кандидатом в астронавты. Стала проходить обучение по курсу Общекосмической подготовки (ОКП). По окончании курса, в июле 1991 года получила квалификацию «специалист полёта» и назначение в Офис астронавтов НАСА.

## Полёты в космос
- Первый полёт — STS-57 [4], шаттл «Индевор». C 21 июня по 1 июля 1993 года в качестве «специалиста полёта». Основная цель полёта: доставка шаттлом европейского робота-манипулятора, выход в открытый космос двух членов экипажа, проведение различных экспериментов в первом полёте Спейсхэба, продолжение медико-биологических исследований и астрономических наблюдений. Продолжительность полёта составила 9 суток 23 часа 46 минут [5].

- Второй полёт — STS-70 [6], шаттл «Дискавери». C 13 по 22 июля 1995 года в качестве «специалиста полёта». Экипаж выполнил различные эксперименты и вывел на орбиту шестой и последний спутник НАСА для слежения и ретрансляции данных. Продолжительность полёта составила 8 суток 22 часа 21 минуту [7].

- Третий полёт — STS-88 [8], шаттл «Индевор». C 4 по 16 декабря 1998 года в качестве «специалиста полёта». Это была первая строительная миссия, выполненная НАСА по программе сборки Международной космической станции. Основной задачей миссии была доставка на орбиту американского модуля «Юнити» (Unity) с двумя стыковочными переходниками и пристыковка модуля «Юнити» к уже находящемуся в космосе российскому модулю «Заря». В грузовом отсеке шаттла находились также два демонстрационных спутника MightySat, а также аргентинский исследовательский спутник. Эти спутники были запущены после того, как экипаж шаттла закончил работы связанные с МКС, и шаттл отстыковался от станции. Полётное задание было успешно выполнено, в ходе полёта экипажем было осуществлено три выхода в открытый космос. Продолжительность полёта составила 11 дней 19 часов 19 минут[9].

- Четвёртый полёт — STS-109 [10], шаттл «Колумбия». C 1 по 12 марта 2002 года в качестве «специалиста полёта». Основной задачей 3-й миссии к телескопу являлись ремонт и дооснащение космического телескопа имени Хаббла. Помимо этого в полётное задание STS-109 были включены два дополнительных эксперимента технического характера (навигация с помощью системы GPS и определение характеристик при посадке с боковым ветром), 8 экспериментов медицинского характера и образовательная программа, предусматривающая создание 20-минутных видеоуроков и сеансы связи со школами[11]. Астронавты совершили 5 выходов в открытый космос. Продолжительность полёта составила 10 дней 22 часа 11 минут[12].

Общая продолжительность полётов в космос — 41 день 15 часов 32 минуты.

## После полётов
В июне 2002 года ушла из отряда астронавтов, а в январе 2005 года уволилась из НАСА. В сентябре 2005 года вернулась на работу в НАСА и была принята астронавтом-менеджером, работает в Отделе автоматики, робототехники и тренажеров в Космическом Центре имени Джонсона, в Хьюстоне, штат Техас.

## Награды и премии
Награждена: Медаль «За космический полёт» (1993, 1995, 1998 и 2002), Медаль «За отличную службу» (США) (дважды), Орден «Легион почёта», Медаль «За похвальную службу» (США), Медаль «За выдающееся лидерство», Медаль «За исключительные заслуги» (2003), Премия «Серебряный Снуппи» и многие другие.